# Heraklion (gmina)
Heraklion (gr. Δήμος Ηρακλείου, Dimos Irakliu) – gmina w Grecji, na Krecie, w administracji zdecentralizowanej Kreta, w regionie Kreta, w jednostce regionalnej Heraklion. Siedzibą gminy jest Heraklion, a siedzibą historyczną jest Nea Alikarnasos. W 2011 roku liczyła 173 993 mieszkańców. Powstała 1 stycznia 2011 roku w wyniku połączenia dotychczasowych gmin: Heraklion, Gorgolainis, Temenos, Paliani i Nea Alikarnasos. 

## Podział
W nawiasach liczba ludności w 2011 rok:
- jednostka gminna Gorgolaini (2930)
- jednostka gminna Heraklion (151 324)
- jednostka gminna Nea Alikarnasos (14 635)
- jednostka gminna Paliani (1844)
- jednostka gminna Temenos (3260)